# Apisai Ielemia
Apisai Ielemia (Vaitupu, 1955. augusztus 15. – Funafuti, 2018. november 19.) tuvalui politikus, országának miniszterelnöke 2006 és 2010 között. Vaitupu képviselője a parlamentben.
A 2006. augusztus 3-án tartott általános választásokon Maatia Toafa kormányát leszavazták, és  augusztus 14-étől az ellenzéki Ielemia lett a miniszterelnök. Egyben az ország jogrendjének megfelelően ő volt a külügyminiszter is.

## Politikája
Ielemia folytatta a Kínával közelebbi kapcsolatok kiépítésére törekvő tuvalui politikát. 2007 decemberében látogatást is tett ott, és ez alkalommal több egyezmény aláírására is sor került.
Ielemia kinevezését megelőzően a tuvalui miniszterelnökök tényleges hivatali ideje általában rövid volt, gyakori volt az idő előtti kormányváltás, amit a parlament általában a bizalmatlansági indítvány eszközével ért el.

## Kormánya
Apisai Ielemia kormánya következőképpen épül fel:
- Szóvivő: Sir Kamuta Latasi - Funafuti képviselője
- Belügyminiszter: Willy Telavi - Nanumea képviselője
- Ipari, gazdaságfejlesztési és pénzügyminiszter: Lotoala Metia - Nukufetau képviselője
- Kommunikációs és munkaügyi miniszter: Taukelina Finikaso - Vaitupu képviselője
- Miniszterelnök-helyettes és a természeti erőforrások minisztere: Tavau Teii - Niutao képviselője
- Nevelésügyi, egészségügyi és sportminiszter: Iakoba Italeli - Nui képviselője
- Bizottsági elnök: Sir Tomu Sione - Niutao képviselője